# Pridolium
| ❮ | System    | Serie      | Stufe        | ≈ Alter (mya) |
| ❮ | später    | später     | später       | jünger        |
| - | --------- | ---------- | ------------ | ------------- |
| ❮ | S i l u r | Pridoli    | Pridolium    | 419,2 ⬍ 423   |
| ❮ | S i l u r | Ludlow     | Ludfordium   | 423 ⬍ 425,6   |
| ❮ | S i l u r | Ludlow     | Gorstium     | 425,6 ⬍ 427,4 |
| ❮ | S i l u r | Wenlock    | Homerium     | 427,4 ⬍ 430,5 |
| ❮ | S i l u r | Wenlock    | Sheinwoodium | 430,5 ⬍ 433,4 |
| ❮ | S i l u r | Llandovery | Telychium    | 433,4 ⬍ 438,5 |
| ❮ | S i l u r | Llandovery | Aeronium     | 438,5 ⬍ 440,8 |
| ❮ | S i l u r | Llandovery | Rhuddanium   | 440,8 ⬍ 443,4 |
| ❮ | früher    | früher     | früher       | älter         |

Das Pridolium (auch verkürzt Pridoli, tschechisch: Přídolí) ist in der Erdgeschichte die jüngste chronostratigraphische Serie des Silur. Das Pridolium beginnt geochronologisch vor etwa 423 Millionen Jahren und endet vor etwa 419,2 Millionen Jahren. Es löst die silurische Stufe des Ludfordium bzw. die Serie des Ludlow ab und wird von der devonischen Stufe des Lochkovium gefolgt. Das Pridolium ist nicht in Stufen unterteilt.

## Namensgebung und Geschichte
Die Serie ist nach einer Flurlokalität beim Naturschutzgebiet Homolka a Přídolí nahe dem Ortsteil Slivenec im Süden von Prag benannt. Diese Benennung erfolgte 1948 durch Ferdinand Prantl und Alois Přibyl. Hier befinden sich alte Steinbrüche. Der aktuelle repräsentative Aufschluss (Global Boundary Stratotype Section and Point) liegt jedoch etwa 3,5 Kilometer nordwestlich davon am Rande der Stadtteilsiedlung Řeporyje in der Flur Na Požárech (Lokalität Požáry), wo sich ausgedehnte Steinbrüche befinden.

## Definition und GSSP
Die Basis des Pridoli ist mit dem Erstauftreten der Graptolithen-Art Monograptus parultimus definiert. Das Pridoli (und damit auch das Silur) endet mit dem Erstauftreten der Graptolithen-Art Monograptus uniformis. Als Referenzprofil (GSSP = Global Stratotype Section and Point) für das Pridolium wurde das Požáry-Profil im Daleje-Tal bei Prag (Tschechien) ausgewählt.

## Untergliederung
Das Pridolium wird nicht in weitere geologische Stufen unterteilt:
- System: Silur (443,4–419,2 mya)
  - Serie: Pridolium (423–419,2 mya)
  - Serie: Ludlow (427,4–423 mya)
  - Serie: Wenlock (433,4–427,4 mya)
  - Serie: Llandovery (443,4–433,4 mya)

## Florenentwicklung

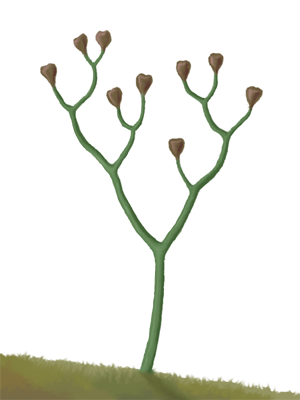
Künstlerische Darstellung von Cooksonia

Diese Epoche war unter anderem gekennzeichnet durch die Weiterentwicklung der ersten Gefäßpflanzen wie Cooksonia, die in sumpfigen Flachwasserbereichen, speziell rund um den späteren Kontinent Laurussia, wuchsen. Fossilien dieser Pflanzen fand man an zahlreichen Stellen, zum Beispiel in Polen.